# Christiane Legrand

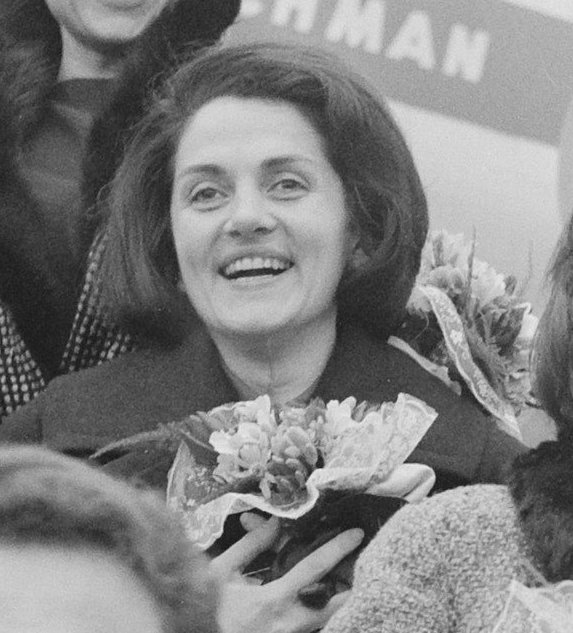
Christiane Legrand (1964)

Christiane Legrand (* 21. August 1930 in Aix-les-Bains, Département Savoie; † 1. November 2011) war eine französische Jazzsängerin.

## Leben
Christiane Legrand war die Tochter des Komponisten und Orchesterleiters Raymond Legrand; sie studierte zunächst Klavier und trat von 1954 bis 1958 als Gesangssolistin mit dem Orchester ihres Bruders Michel Legrand auf. Sie gehörte in der zweiten Hälfte der 1950er Jahre den in Frankreich erfolgreichen Jazz-Vokalgruppen Les Blue Stars (1955–1957) und den Les Double Six unter Mimi Perrin (1958–1960) an. Besonders bekannt wurde sie als Solosopran der Vokalband Swingle Singers, zu deren Gründungsmitgliedern sie 1962 gehörte,. André Hodeir zog sie zur Interpretation seiner Jazz Cantata heran. Auch sang sie in zahlreichen Filmmusiken, etwa für Une Parisienne (von Michel Boisrond), Komedas Titelsong von Le départ (von Jerzy Skolimowski) oder für Die Regenschirme von Cherbourg, Die Mädchen von Rochefort und Peau d'âne (drei Filme von Jacques Demy, für die Michel Legrand die Musik schrieb) und für Robert Enricos Film Die Abenteurer, bei dem sie den Vocalese-Stil einsetzte, und für den François de Roubaix die Musik schrieb. Christiane Legrand war Solistin in dem Song Fires (Which Burn Brightly) auf dem Procol-Harum-Album Grand Hotel aus dem Jahre 1973. Sie sang auch Chansons wie Maldonne (1969) von Sergio Gobbi und Vladimir Cosma.

## Diskografische Hinweise
- Les Blue Stars: Jazz in Paris – Les Blue Stars/Pardon My English (Emarcy, 1956)
- Les Double Six: Les Double Six (RCA, 1959–1962)
- Swingle Sisters: Johann Sebastian Bach; Johann Sebastian Bach, Vol. 2 (Philips)